# 三八线 (电视剧)
《三八线》（英語：The 38th Parallel）是梦继执导的朝鲜战争题材电视剧，由张国强、王挺、曹曦文等领衔主演。2015年7月，在辽宁省抚顺市完成拍摄。2016年4月23日云南都市频道首播，同年5月28日北京卫视和辽宁卫视上星，面对全中国播放。

## 制作背景
2001年911事件发生后，中国政府为避免刺激美国，对相关出版物进行管制，其中朝鲜战争题材的作品（如电视剧《抗美援朝》）即被中国政府雪藏。虽然朝鲜战争与911事件无任何关系，但这种封禁在中国大陆持续了十多年。2016年，中国中央电视台播出的电视剧《彭德怀元帅》，仅因涉及朝鲜战争，尚需中央军委主席习近平批准。而直接以朝鲜战争为题材的《三八线》亦被视为朝鲜战争题材作品的破禁之作。中共北京市委宣传部参加了该剧的联合摄制。有评论认为“这显示习近平捍卫中共传统历史观的决心，以及外交上的强硬，不再担心刺激美国。”

## 剧情
该剧讲述的是1950年朝鲜战争中，鸭绿江上的渔民遭美军战斗机轰炸后，村里两个小伙子参加中国人民志愿军奔赴朝鲜，参与朝鲜战争的故事。

## 演员名单
| 演员              | 角色   | 简介                                 | 备注 |
| ----------------- | ------ | ------------------------------------ | ---- |
| 张国强            | 李长顺 | 為報仇而當兵的漁獵戶，進入一連參戰。 |      |
| 王 挺             | 张金旺 | 李常順同村，陰錯陽差成了運輸兵。     |      |
| 张洪睿            | 陈 平  | 文武雙全的一連指導員                 |      |
| 战卫华            | 张达铁 | 英勇果敢的一連連長，後升任營長。     |      |
| 姚增強            | 線才臣 | 有情有義的一連基層幹部。             |      |
| 汪 裴             | 张秋萍 | 護士長。                             |      |
| 方 川             | 李常清 | 李常順妹妹，會暈血的護士。           |      |
| 王 智             | 李珍英 | 車站工作的朝鮮姑娘，喜歡張金旺。     |      |
| 曹曦文            | 王常芳 | 李常順的愛人，為上前線而當護士。     |      |
| 隋詠良            | 朴宏哲 | 接受军令赴朝鮮參战的韓國少校。       |      |
| CLARK PAUL PHILIP | 喬治   | 堅決執行命令的美国上尉。             |      |

## 工作人员
片头工作人员表
- 总顾问：刘源
- 总策划：秦天
- 总出品人：李春良、刘向阳、庄保斌、张延平、于海波、宋长津
- 总监制：王珏、 汪家驷
- 出品人：何筱娜、柴大坤、邹沙沙、徐子泉、熊诚、陈书楠、周亚辉
- 监制：霍志静、张恒、韩涛、张阿林、吴秀岚、吴敏、高金玺、邵瑜、熊岚
- 策划：韩云升、郭跃进、朱礼庆、王嘉梁、张东辉、陈祉希、高库、刘振宇、白帆、张涵
- 责任编辑：薛菁、高超、杨力文
- 编剧：旷达
- 艺术总监：李洋
- 文学策划：闫刚、汪海林
- 剧本统筹：刘临川、吴天
- 军史顾问：郭威、朱世巍、白孟宸、刘志斌
- 制片人：刘锋
- 制作人：王晶
- 摄影指导：吴阳、胡涛
- 灯光指导：徐荣胜
- 录音指导：王勇、兰海
- 美术指导：张春和
- 造型设计：王玉玲
- 服装指导：郑海玲
- 后期导演：胡海昕
- 剪辑指导：刘弋嘉
- 作曲：徐之彤、冯达
- 总制片人／总发行人：汪斐
- Ｂ组导演／动作指导：朴柱天
- 总导演：梦继
- 发证机关：北京市新闻出版广电局
- 发行许可证号：（京）剧审字（２０１５）第０５２号